# 弗格斯·蒂尔尼
弗格斯·蒂尔尼（英語：Fergus Tierney，2003年3月19日—）是苏格兰出生的足球运动员，司职中场。目前效力柔佛DT II，代表马来西亚国家足球队青年队。

## 国际赛生涯
2023年2月，弗格斯·蒂尔尼马来西亚U23征召，并在2023年3月代表马来西亚U23，并首次赢得在新加坡举行的鱼尾狮杯。
2023年4月，蒂尔尼再次入选马来西亚U23，参加在柬埔寨金边举行的2023年东南亚运动会。